# Calamotropha argyrostola
Calamotropha argyrostola là một loài bướm đêm trong họ Crambidae.